# Stig Inge Bjørnebye
Stig Inge Bjørnebye (* 11. Dezember 1969 in Elverum) ist ein ehemaliger norwegischer Fußballspieler und heutiger -trainer. Er spielte auf der Position des linken Verteidigers.

## Spieler
Stig Inge Bjørnebye wurde 1969 in Elverum, einer Stadt ca. 150 Kilometer nordöstlich von Oslo, geboren. Er ist der Sohn des Skispringers Jo Inge Bjørnebye, welcher an den Olympischen Winterspielen 1972 in Sapporo teilnahm. Als kleiner Junge sprang er ebenfalls Ski, wechselte jedoch schnell zum Fußball. In seiner Jugend spielte er für Elverum und später für Strømmen.

### Verein
Von Strømmen wechselte Bjørnebye zu Kongsvinger IL. Für Kongsvinger spielte er von 1989 bis 1991 in der Tippeligaen. Er absolvierte 62 Spiele und erzielte dabei drei Tore. 1992 ging Bjørnebye zu Rosenborg Trondheim und gewann in dieser Saison den norwegischen Meistertitel sowie den nationalen Pokal. Er war der erste der 13 aufeinanderfolgenden Tippeligaen-Meistertitel für Rosenborg. Im Pokalfinale gegen Lillestrøm SK erzielte er ein Tor.
Nach der Saison wechselte Bjørnebye in die Premier League zum FC Liverpool. 1994 wurde er an seinen vorigen Verein Rosenborg Trondheim ausgeliehen und gewann erneut die Meisterschaft. Mit Liverpool gewann er 1995 den League Cup. Kurz danach brach er sich im Spiel gegen FC Southampton einen Fuß und fiel mehrere Monate aus. Nach acht Jahren in Liverpool und 139 Ligaspielen sowie zwei Toren wurde Bjørnebye 2000 kurzfristig zum dänischen Club Brøndby IF ausgeliehen und absolvierte hier 13 Spiele und schoss zwei Tore.
Noch im selben Jahr wechselte er zu den Blackburn Rovers. Mit ihnen gewann er 2002 seinen zweiten League Cup. Danach beendete er seine aktive Karriere als Fußballspieler.

### Nationalmannschaft
Bjørnebye debütierte am 31. Mai 1989 in der norwegischen Fußballnationalmannschaft, beim 4:1-Heimsieg über Österreich. Noch im selben Jahr kam er bei den letzten drei Qualifikationsspielen zur WM 1990 zum Einsatz. Ein vierter Tabellenplatz reichte am Ende jedoch nicht für die Qualifikation.
Während der Qualifikation zur EM 1992 lief er zweimal auf. Norwegen konnte sich nicht für die Hauptrunde qualifizieren.
Die Qualifikation zur WM 1994 verlief erfolgreicher. Bjørnebye stand in neun der zehn Qualifikationsspielen auf dem Platz und Norwegen belegte noch vor den Niederlanden und England den ersten Tabellenplatz. Damit war nach 1938 die zweite Qualifikation für eine WM-Endrunde erreicht. Bjørnebye spielte alle drei Partien der Endrunde. Norwegen schlug Mexico mit 1:0, verlor mit dem gleichen Ergebnis gegen Italien und trennte sich 0:0 von Irland. Damit hatten nach Abschluss der Gruppenphase alle vier Mannschaften vier Punkte und ein ausgeglichenes Torverhältnis. Auf Grund nur eines geschossenen Toren belegte Norwegen den letzten Tabellenplatz und schied aus.
Bei der folgenden Qualifikation zur EM 1996 bestritt er sechs Partien. So kam er auch am letzten Spieltag bei der 0:3-Niederlage gegen die Niederlande in Rotterdam zum Einsatz. Norwegen hätte ein Unentschieden benötigt und belegte durch die Niederlage nur den dritten Tabellenplatz hinter Tschechien und punktgleich hinter den Niederlanden.
Bei der folgenden Qualifikation zur WM 1998 setzte sich Norwegen souverän als Tabellenerster souverän durch und erreicht nach 1994 erneut die WM-Endrunde. Bjørnebye bestritt hierbei sechs der zehn Qualifikationsspiele. In der Endrunde in Frankreich bestritt Bjørnebye alle drei Gruppenspiele. Die Mannschaft erreichte jeweils ein Unentschieden gegen Marokko und Schottland und besiegte im letzten Spiel die Brasilianer. Damit kam Bjørnebye zu einem weiteren WM-Einsatz im Achtelfinale gegen Italien. Norwegen schied durch eine 0:1-Niederlage aus.
Mit sieben Spielen bei einer Fußballweltmeisterschaft ist Bjørnebye neben Henning Berg und Kjetil Rekdal der Spieler mit den meisten Einsätzen für sein Land.
Zwei Jahre später qualifizierte sich Norwegen erstmals für eine Europameisterschaft. Bjørnebye spielte 1998 die ersten drei Spiele in der Qualifikation. 1999 kam er zu keinem Länderspieleinsatz. Bei der EM-Endrunde in Belgien und den Niederlanden stand er jedoch wieder im Kader. Nachdem sich Vegard Heggem im zweiten Spiel gegen Jugoslawien noch vor der Halbzeit verletzt hatte, wurde Bjørnebye eingewechselt und bestritt auch noch das letzte Gruppenspiel gegen Slowenien. Ein dritter Platz in der Gruppe reicht nicht für das Erreichen des Viertelfinales.
Am 7. Oktober 2000 bestritt Bjørnebye sein letztes Länderspiel. Es war ein 1:1-Unentschieden im WM-Qualifikationsspiel gegen Wales in Cardiff.
Insgesamt spielte Bjørnebye 75-mal für Norwegen und zählt damit zu den Top-10-Spielern seines Landes mit den meisten Länderspieleinsätzen. Beim Freundschaftsspiel gegen die USA am 8. September 1993 in Oslo erzielte er sein einziges Länderspieltor.

### Erfolge
- Norwegischer Meister: 1992, 1994 (mit Rosenborg Trondheim)
- Norwegischer Pokalsieger: 1992 (mit Rosenborg Trondheim)
- Englischer Ligapokalsieger: 1995 (mit FC Liverpool), 2002 (mit Blackburn Rovers)

## Trainer
2003 wurde Stig Inge Bjørnebye Assistenztrainer der Norwegischen Fußballnationalmannschaft unter Cheftrainer Åge Hareide. Diesen Posten hatte er bis 2006 inne. 2006 übernahm er den Tippeligaen Club IK Start aus Kristiansand als Cheftrainer. Mit fast sieben Millionen Kronen war er der bestbezahlte Trainer Norwegens im Jahr 2006.
Nach dem 19. Spieltag der Saison 2007 wurde er bei IK Start auf Grund der geringen Punktausbeute des Teams entlassen. Start befand sich zu diesem Zeitpunkt auf einen Abstiegsplatz und hatte zehn Spieltage in Folge nicht mehr gewonnen.

## Privates
Stig Inge Bjørneby ist mit der früheren Handballspielerin Hege Frøseth verheiratet und hat drei Kinder. Er ist der Sohn des Skispringers Jo Inge Bjørnebye.